# Aginci
Aginci är ett samhälle i Bosnien och Hercegovina.   Det ligger i entiteten Republika Srpska, i den nordvästra delen av landet, 190 kilometer nordväst om huvudstaden Sarajevo. Aginci ligger 172 meter över havet och antalet invånare är 288.
Terrängen runt Aginci är platt åt nordväst, men åt sydost är den kuperad. Terrängen runt Aginci sluttar norrut.Närmaste större samhälle är Prijedor, 19,0 kilometer söder om Aginci. 
I omgivningarna runt Aginci växer i huvudsak lövfällande lövskog. Runt Aginci är det ganska tätbefolkat, med 67 invånare per kvadratkilometer.